# Orasema ishii
Orasema ishii är en stekelart som beskrevs av John M. Heraty 1994. Orasema ishii ingår i släktet Orasema och familjen Eucharitidae.
Artens utbredningsområde är Taiwan. Inga underarter finns listade i Catalogue of Life.